# Meliosma dilleniifolia
Meliosma dilleniifolia är en tvåhjärtbladig växtart som först beskrevs av Nathaniel Wallich, Robert Wight och Am., och fick sitt nu gällande namn av Wilhelm Gerhard Walpers. Meliosma dilleniifolia ingår i släktet Meliosma och familjen Sabiaceae. Inga underarter finns listade.